# 杨希振
杨希振（？—2023年2月2日），重庆长寿人，中国人民解放军正军职离休干部、原济南军区副参谋长。

## 生平
杨希振1951年4月入伍，1952年11月加入中国共产党。历任战士、文书、统计员、学员、参谋、副科长、科长，济南军区司令部军训部副部长、部长，济南陆军学校副校长等职。
2023年2月2日，杨希振因病于济南逝世，享年92岁。讣告刊登在5月7日的《解放军报》。